# Manoir de Grattechef
Le manoir de Grattechef est une demeure fortifiée du XIVe, remaniée au XVIe siècle, qui se dresse sur le territoire de l'ancienne commune française d'Angoville-sur-Ay, dans le département de la Manche, en région Normandie.

## Localisation
Le manoir et la chapelle Sainte-Anne de Grattechef sont situés à l'écart, à 1,8 kilomètre à l'ouest de l'église Notre-Dame d'Angoville-sur-Ay, au sein de la commune nouvelle de Lessay, dans le département français de la Manche.

## Historique
Au XIVe siècle, le fief de Grattechef est entre les mains de la branche cadette, de la famille Clamorgan. En 1732, Louise de Clamorgan (morte en 1782), épouse Adrien du Mesnildot : d'azur au chevron d'argent accompagné de trois croix d'or, 2 et 1. Devenue veuve, la « dame honoraire » d'Angoville-sur-Ay, Louise de Clamorgan, épouse du Mesnildot, est la dernière des Clamorgan de la branche de Grattechef.

## Description
À l'arrière de la vieille demeure bâtie au sud-ouest de la cour carrée, dans la tour ronde des années 1511 à 1514, au-dessus d'une porte en accolade murée on peut voir, de gauche à droite, trois blasons : celui d'Anne de Bretagne (1477-1514), reine de France ; de Louis XII, roi de France et celui de Jean de Magneville, baron de La Haye-du-Puits, seigneur suzerain d'Angoville : de gueules à l'aigle à deux têtes d'argent, becquée et membrée d'or. Une seconde porte est surmontée de deux écussons, dont l'un laisse voir un demi-chevron, qui pourrait être celui d'Alix d'Esquay : d'argent au chevron de sable, sœur de Catherine d'Esquay, et épouse de Richard de Clamorgan (1460), grand-père de Jean de Clamorgan.
Dans une salle du rez-de-chaussée, sur un corbeau, on peut voir probablement les armes d'un Chappedeleine (sept fleurs de Lys. À noter que le blasonnement en donne généralement six.) ; peut être celui d'Olivier Chappedelaine : de sable à une épée d'argent mise en bande, la pointe en bas, accompagnée de six fleurs de lys de même, écuyer, maintenu noble à Englesqueville, en 1463, époux de Catherine d'Esquay. Sur un autre corbeau, les armes d'un couple Clamorgan qui se marièrent en 1515 : Jean de Clamorgan : d'argent à l'aigle au vol abaissé de sable, becquée, membrée et languée d'or et Gerfeline Cadier : d'azur à deux cornes (un bois) de cerf d'or.

## Possesseurs successifs
Liste non exhaustive.
- Famille Clamorgan, branche cadette (14e s. - 1782)
  - Richard de Clamorgan (vivant en 1460)
  - Jean de Clamorgan (vivant en 1515), petit-fils du précédent
  - Louise de Clamorgan (morte en 1782)